# Мартинсберг (Западная Виргиния)
Мартинсберг (англ. Martinsburg) — город в США, в восточной части штата Западная Виргиния. Административный центр округа Беркли.
Мартинсберг был основан в 1778 году Адамом Стивеном, который назвал город в честь полковника Томаса Брайана Мартина. Население по данным переписи 2010 года составляет 17 227 человек.

## География
Мартинсберг находится примерно в 148 км к северо-западу от Вашингтона, на высоте 138 м над уровнем моря. По данным Бюро переписи населения США площадь города составляет 17,28 км²; из них суша — 17,22 км² и открытые водные поверхности — 0,06 км².

## Население
По данным переписи 2010 года население города составляло 17 227 человек; плотность населения насчитывала 1000,2 чел/км². Расовый состав: белые американцы (77,5 %); афроамериканцы (14,9 %); азиаты (1,2 %); коренные американцы (0,4 %); народы островов Тихого океана (0,1 %); представители других рас (2,3 %) и представители двух и более рас (3,7 %). Доля латиноамериканцев любой расы — 6,2 %.
Из 7293 домашних хозяйств в 29,6 % — воспитывали детей в возрасте до 18 лет, 35,3 % представляли собой совместно проживающие супружеские пары, в 15,0 % хозяйств женщины проживали без мужей, в 6,0 % — мужчины проживали без женщин и в 43,7 % — проживали несемейные люди. 35,4 % домохозяйств состояли из одного человека, при этом 12,6 % составили одинокие пожилые люди в возрасте 65 лет и старше. В среднем домашнее хозяйство ведут 2,32 человек, а средний размер семьи — 3,00 человек.
Доля лиц в возрасте младше 18 лет составляет 23,3 %; лиц в возрасте от 18 до 24 лет — 8,6 %; от 25 до 44 лет — 28,3 %; от 45 до 64 лет — 26,3 %; лиц старше 65 лет — 13,4 %. Средний возраст населения — 37 лет. 48,8 % населения составляют мужчины, 51,2 % — женщины.
Динамика численности населения города по годам:
| 1950   | 1960   | 1970   | 1980   | 1990   | 2000   | 2010   | 2012   |
| ------ | ------ | ------ | ------ | ------ | ------ | ------ | ------ |
| 15 621 | 15 179 | 14 626 | 13 063 | 14 073 | 14 972 | 17 227 | 17 513 |

## Транспорт
Через город проходит скоростная автомагистраль US 11. Железнодорожное сообщение; небольшой аэропорт.